# حزقيال زامورا
حزقيال زامورا هو عسكري وسياسي فنزويلي، ولد في 1 فبراير 1817 في كوا ‏ في فنزويلا، وتوفي في 10 يناير 1860 في  سان كارلوس، فنزويلا  في فنزويلا. نشط حزبياً في الحزب الليبرالي في فنزويلا.